# Powarowka (Kaliningrad)
Powarowka (russisch Пова́ровка; Deutsch: Kirpehnen; litauisch: Kirpėnai beziehungsweise Kirpainiai) ist eine Siedlung in der Oblast Kaliningrad (Russland) im Rajon Selenogradsk. Sie gehört zur kommunalen Selbstverwaltungseinheit Stadtkreis Selenogradsk.

## Geografie
Powarowka liegt im Westteil der Halbinsel Samland, etwa vier Kilometer von der Westküste der Halbinsel entfernt und 35 km Luftlinie nordwestlich des Oblastverwaltungszentrums Kaliningrad. Durch Powarowka führt die Straße A 192 von Primorsk über Swetlogorsk (Rauschen) nach Selenogradsk. Unmittelbar nördlich der Siedlung zweigt die Straße in das sechs Kilometer entfernte Jantarny (Palmnicken) ab. Die Bahnstrecke Kaliningrad–Selenogradsk–Primorsk führt unweit westlich des Ortes vorbei, ist in diesem Bereich aber stillgelegt.

## Geschichte

Kirpehnen, nördlich des Frischen Haffs an der Bernsteinküste, auf einer Landkarte von 1910.

Bis 1945 gehörte der Ort als Kirpehnen, auch Gut Kirpehnen, zur preußischen bzw. deutschen Provinz Ostpreußen. Er war Teil des Kirchspiels Germau (heute: Ру́сское/Russkoje, fast unmittelbar nördlich anschließend) und wurde 1874 in den neu errichteten Amtsbezirk Germau eingegliedert. Er gehörte bis 1939 zum Kreis Fischhausen (Primorsk), danach zum neu geschaffenen Landkreis Samland.
Die Kirpehnener Gutsbesitzer waren zweimal Landräte des Kreises Fischhausen: von Auer 1824–1833 und von Montowt kommissarisch 1852–1854.
1910 hatte der Gutsbezirk Kirpehnen 129 Einwohner. Bei den Zählungen 1933 und 1939 wird das Gut nicht mehr gesondert aufgeführt, sondern ist Teil von Germau (1142 respektive 1148 Einwohner). Zur Landgemeinde Germau hatten sich am 30. September 1928 die Nachbarorte Germau, Krattlau (heute russisch: Sytschewo), Trulick (nicht mehr existent) und Sacherau (Morosowka) mit Kirpehnen zusammengeschlossen.
Nach dem Anschluss des Gebietes an die Sowjetunion wurde das frühere Gut im Jahr 1947 in Powarowka umbenannt, und es entstand ein Dorf für Umsiedler aus anderen Landesteilen, das in der Einwohnerzahl das früher weitaus größere und nun entvölkerte benachbarte Germau übertraf. Gleichzeitig wurde der Ort in den Dorfsowjet Jantarski selski Sowet im Rajon Primorsk eingegliedert. Im Jahr 1959 wurde Powarowka Sitz eines eigenen Dorfsowjets. Von 2005 bis 2015 gehörte Powarowka zur Landgemeinde Krasnotorowskoje selskoje posselenije und seither zum Stadtkreis Selenogradsk.

### Powarowkski selski Sowet/okrug 1959–2005
Der Dorfsowjet Powarowski selski Sowet (Поваровский сельский Совет) wurde im Jahr 1959 eingerichtet. Er entstand (im Wesentlichen) als Zusammenlegung der beiden Dorfsowjets Zwetnikowski selski Sowet (vorher ein Teil des Logwinski selski Sowet) und Jantarski selski Sowet. Nach dem Zerfall der Sowjetunion bestand die Verwaltungseinheit als Dorfbezirk Powarowski selski okrug (ru. Поваровский сельский округ). In der ersten Hälfte der 1990er Jahre wurde aus dem Dorfbezirk der Kostrowski selski okrug mit fünf Siedlungen ausgegliedert sowie etwa acht weitere Siedlungen (u. a. Diwnoje) in den Stadtkreis Baltijsk verschoben. Etwa im Jahr 2000 wurde der Dorfbezirk noch einmal verkleinert, als der Nordteil als eigener Krasnotorowski selski okrug abgetrennt wurde. Die am Ende acht übrig gebliebenen Orte des Powarowski selski okrug wurden im Jahr 2005 in die neu gebildete Landgemeinde Krasnotorowskoje selskoje posselenije eingegliedert.
Der Powarowski selski Sowet bzw. okrug bestand aus folgenden bis zu 55 Orten:
| Ortsname                           | Name bis 1947/50     | Bemerkungen |
| ---------------------------------- | -------------------- | --- |
| Alexino (Алексино)                 | zu Germau            | Der Ort wurde 1950 umbenannt und war zunächst in den Dorfsowjet Jantarski eingeordnet. Um 2000 gelangte er in den Dorfbezirk Krasnotorowski. |
| Bakalino (Бакалино)                | Kreislacken          | Der Ort wurde 1947 umbenannt und war zunächst in den Dorfsowjet Jantarski eingeordnet. Er wurde vor 1975 verlassen. |
| Barkassowo (Баркасово)             | Neu Katzkeim         | Der Ort wurde 1947 umbenannt und war zunächst in den Dorfsowjet Jantarski eingeordnet. Der Ort verlagerte sich an die Ortsstelle Alt Katzheim. Um 2000 wurde er in den Dorfbezirk Krasnotorowski eingeordnet.                                             |
| Blisnezowo (Близнецово)            | Powayen              | Der Ort wurde 1947 umbenannt und war zunächst in den Dorfsowjet Jantarski eingeordnet. Er wurde vor 1975 verlassen. |
| Chmeljowka (Хмелёвка)              | Sanglienen           | Der Ort wurde 1947 umbenannt und war zunächst in den Dorfsowjet Logwinski eingeordnet. Er wurde vor 1975 verlassen. |
| Diwnoje (Дивное)                   | Neuendorf            | Der Ort wurde 1947 umbenannt und war zunächst in den Dorfsowjet Logwinski eingeordnet. Er wurde vermutlich 1994 in den Stadtkreis Baltijsk eingeordnet.                                                                                                   |
| Doroschnoje (Дорожное)             | Kaspershöfen         | Der Ort wurde 1950 umbenannt und war zunächst in den Dorfsowjet Logwinski eingeordnet. Er wurde vermutlich in der ersten Hälfte der 1990er Jahre in den Dorfbezirk Kostrowski eingeordnet.                                                                |
| Filino (Филино)                    | Klein Kuhren         | Der Ort wurde 1947 umbenannt und war zunächst in den Dorfsowjet Jantarski eingeordnet. Um 2000 wurde er in den Dorfbezirk Krasnotorowski eingeordnet. |
| Gordowo (Гордово)                  | Bardau               | Der Ort wurde 1947 umbenannt und war zunächst in den Dorfsowjet Jantarski eingeordnet. Er wurde vor 1975 verlassen. |
| Isobilnoje (Изобильное)            | Klein Powayen        | Der Ort wurde 1950 umbenannt und war zunächst in den Dorfsowjet Jantarski eingeordnet. Er wurde vor 1975 verlassen. |
| Jagodnoje (Ягодное)                | Bersnicken           | Der Ort wurde 1950 umbenannt und war zunächst in den Dorfsowjet Jantarski eingeordnet. Um 2000 wurde er in den Dorfbezirk Krasnotorowski eingeordnet. |
| Jantarowka (Янтаровка)             | Wangnicken           | Der Ort wurde 1947 umbenannt und war zunächst in den Dorfsowjet Jantarski eingeordnet. Um 2000 wurde er in den Dorfbezirk Krasnotorowski eingeordnet. |
| Jenissejewo (Енисеево)             | Willkau              | Der Ort wurde 1947 umbenannt und war zunächst in den Dorfsowjet Jantarski eingeordnet. Er wurde vor 1975 verlassen. |
| Klenowoje (Кленовое)               | Klein Hubnicken      | Der Ort wurde 1947 umbenannt und war zunächst in den Dorfsowjet Jantarski eingeordnet. Um 2000 wurde er in den Dorfbezirk Krasnotorowski eingeordnet. |
| Kostrowo (Кострово)                | Bludau               | Der Ort wurde 1947 umbenannt und war zunächst in den Dorfsowjet Swetlowski eingeordnet. Er wurde vermutlich in der ersten Hälfte der 1990er Jahre Verwaltungssitz des Dorfbezirks Kostrowski.                                                             |
| Krasnolessje (Краснолесье)         | Dorbnicken           | Der Ort wurde 1947 umbenannt und war zunächst in den Dorfsowjet Jantarski eingeordnet. Er wurde vor 1988 verlassen. |
| Krasnotorowka (Красноторовка)      | Heiligenkreutz       | Der Ort wurde 1947 umbenannt und war zunächst in den Dorfsowjet Jantarski eingeordnet. Um 2000 wurde er der Verwaltungssitz des Dorfbezirks Krasnotorowski.                                                                                               |
| Kruglowo (Круглово)                | Polennen             | Der Ort wurde 1947 umbenannt und war zunächst in den Dorfsowjet Schatrowski eingeordnet. |
| Krylowka (Крыловка)                | Wischrodt            | Der Ort wurde 1947 umbenannt und war zunächst in den Dorfsowjet Logwinski eingeordnet. Er wurde vermutlich 1994 in den Stadtkreis Baltijsk eingeordnet.                                                                                                   |
| Maiski (Майский)                   | Mandtkeim            | Der Ort wurde 1950 umbenannt und war zunächst in den Dorfsowjet Jantarski eingeordnet. Um 2000 wurde er in den Dorfbezirk Krasnotorowski eingeordnet. |
| Morosowka (Морозовка)              | Sacherau             | Der Ort wurde 1947 umbenannt und war zunächst in den Dorfsowjet Logwinski eingeordnet. |
| Niwy (Нивы)                        | Kompehnen            | Der Ort wurde 1950 umbenannt und war zunächst in den Dorfsowjet Logwinski eingeordnet. Er wurde vermutlich 1994 in den Stadtkreis Baltijsk eingeordnet.                                                                                                   |
| Ochotnoje (Охотное)                | Bieskobnicken        | Der Ort wurde 1947 umbenannt und war zunächst in den Dorfsowjet Jantarski eingeordnet. Um 2000 wurde er in den Dorfbezirk Krasnotorowski eingeordnet. |
| Okunjowo (Окунёво)                 | Nodems               | Der Ort wurde 1947 umbenannt und war zunächst in den Dorfsowjet Logwinski eingeordnet. Er wurde vor 1988 verlassen. |
| Orechowo (Орехово)                 | Schalben             | Der Ort wurde 1947 umbenannt und war zunächst in den Dorfsowjet Jantarski eingeordnet. Um 2000 wurde er in den Dorfbezirk Krasnotorowski eingeordnet. |
| Ossetrowo (Осетрово)               | Osterau              | Der Ort wurde 1947 umbenannt und war zunächst in den Dorfsowjet Logwinski eingeordnet. Er wurde vor 1975 verlassen. |
| Ossokino (Осокино)                 | Panjes               | Der Ort wurde 1950 umbenannt und war zunächst in den Dorfsowjet Jantarski eingeordnet. |
| Paraschjutnoje (Парашютное)        | Saltnicken           | Der Ort wurde 1947 umbenannt und war zunächst in den Dorfsowjet Logwinski eingeordnet. Er wurde vor 1975 verlassen. |
| Parusnoje (Парусное)               | Gaffken              | Der Ort wurde 1947 umbenannt und war zunächst in den Dorfsowjet Logwinski eingeordnet. Er wurde vermutlich 1994 in den Stadtkreis Baltijsk eingeordnet.                                                                                                   |
| Podgornoje (Подгорное)             | Ziegenberg           | Der Ort wurde 1950 umbenannt und war zunächst in den Dorfsowjet Logwinski eingeordnet. |
| Podoroschnoje (Подорожное)         | Forken               | Der Ort wurde 1950 umbenannt und war zunächst in den Dorfsowjet Logwinski eingeordnet. Er wurde vermutlich in der ersten Hälfte der 1990er Jahre in den Dorfbezirk Kostrowski eingeordnet.                                                                |
| Powarowka (Поваровка)              | Kirpehnen            | Der Ort wurde 1947 umbenannt und war zunächst in den Dorfsowjet Jantarski eingeordnet. Verwaltungssitz |
| Prislowo (Прислово)                | Nöttnicken           | Der Ort wurde 1947 umbenannt und war zunächst in den Dorfsowjet Jantarski eingeordnet. Um 2000 wurde er in den Dorfbezirk Krasnotorowski eingeordnet. |
| Prochladnoje (Прохладное)          | Kragau               | Der Ort wurde 1947 umbenannt und war zunächst in den Dorfsowjet Logwinski eingeordnet. Er wurde vermutlich in der ersten Hälfte der 1990er Jahre in den Dorfbezirk Kostrowski eingeordnet. Der Ort verlagerte sich um etwa drei Kilometer nach Südwesten. |
| Prosorowo (Прозорово)              | Geidau               | Der Ort wurde 1947 umbenannt und war zunächst in den Dorfsowjet Logwinski eingeordnet. Er wurde vermutlich 1994 in den Stadtkreis Baltijsk eingeordnet.                                                                                                   |
| Putilowo (Путилово)                | Gauten und Korjeiten | Der Ort wurde 1950 umbenannt und war zunächst in den Dorfsowjet Logwinski eingeordnet. |
| Rakitino (Ракитино)                | Rothenen             | Der Ort wurde 1947 umbenannt und war zunächst in den Dorfsowjet Logwinski eingeordnet. Er wurde vermutlich vor 1975 verlassen. |
| Rakuschino (Ракушино)              | Lesnicken            | Der Ort wurde 1947 umbenannt und war zunächst in den Dorfsowjet Jantarski eingeordnet. Er wurde vor 1975 verlassen. |
| Ramenskoje (Раменское)             | Klein Norgau         | Der Ort wurde 1947 umbenannt und war zunächst in den Dorfsowjet Logwinski eingeordnet. Er wurde vor 1975 verlassen. |
| Russkoje (Русское)                 | Germau               | Der Ort wurde 1947 umbenannt und war zunächst in den Dorfsowjet Jantarski eingeordnet. |
| Sarajewo (Сараево)                 | Ihlnicken            | Der Ort wurde 1947 umbenannt und war zunächst in den Dorfsowjet Jantarski eingeordnet. Um 2000 wurde er in den Dorfbezirk Krasnotorowski eingeordnet. |
| Schtschorsowo (Щорсово)            | Lengniethen          | Der Ort wurde 1950 umbenannt und war zunächst in den Dorfsowjet Jantarski eingeordnet. Er wurde vor 1988 verlassen. |
| Semljanitschnoje (Земляничное)     | Bohnau               | Der Ort wurde 1947 umbenannt und war zunächst in den Dorfsowjet Logwinski eingeordnet. Er wurde vor 1975 verlassen. |
| Serjogino (Серёгино)               | Ludwigsfelde         | Der Ort wurde 1947 umbenannt und war zunächst in den Dorfsowjet Logwinski eingeordnet. Er wurde vermutlich in der ersten Hälfte der 1990er Jahre in den Dorfbezirk Kostrowski eingeordnet.                                                                |
| Sorino (Зорино)                    | Littausdorf          | Der Ort wurde 1947 umbenannt und war zunächst in den Dorfsowjet Logwinski eingeordnet. Er wurde vor 1975 verlassen. |
| Stepnoje (Степное)                 | Damerau              | Der Ort wurde 1950 umbenannt und war zunächst in den Dorfsowjet Logwinski eingeordnet. Er wurde vor 1988 verlassen. |
| Storoschewoje (Сторожевое)         | Katzkeim             | Der Ort wurde 1950 umbenannt und war zunächst in den Dorfsowjet Jantarski eingeordnet. Um 2000 wurde er in den Dorfbezirk Krasnotorowski eingeordnet. |
| Sytschowo (Сычёво)                 | Krattlau             | Der Ort wurde 1947 umbenannt und war zunächst in den Dorfsowjet Schatrowski eingeordnet. |
| Tichoretschenskoje (Тихореченское) | Linkau               | Der Ort wurde 1947 umbenannt und war zunächst in den Dorfsowjet Logwinski eingeordnet. Er wurde vermutlich 1994 in den Stadtkreis Baltijsk eingeordnet.                                                                                                   |
| Tolbuchino (Толбухино)             | Alt Katzkeim         | Der Ort wurde 1950 umbenannt und war zunächst in den Dorfsowjet Jantarski eingeordnet. Seit vor 1975 wurde der Name Staroje Barkassowo bzw. Barkassowo für diese Ortsstelle üblich.                                                                       |
| Tschechowo (Чехово)                | Godnicken            | Der Ort wurde 1947 umbenannt und war zunächst in den Dorfsowjet Logwinski eingeordnet. Er wurde vor 1975 verlassen. |
| Tscherjomuchino (Черёмухино)       | Karlshof             | Der Ort wurde 1947 umbenannt und war zunächst in den Dorfsowjet Logwinski eingeordnet. Er wurde vermutlich 1994 in den Stadtkreis Baltijsk eingeordnet.                                                                                                   |
| Werschkowo (Вершково)              | Warschken            | Der Ort wurde 1947 umbenannt und war zunächst in den Dorfsowjet Jantarski eingeordnet. |
| Woroneschskoje (Воронежское)       | Ponacken             | Der Ort wurde 1950 umbenannt und war zunächst in den Dorfsowjet Logwinski eingeordnet. Er wurde vor 1975 verlassen. |
| Zwetnoje (Цветное)                 | Kallen               | Der Ort wurde 1947 umbenannt und war zunächst in den Dorfsowjet Logwinski eingeordnet. Er wurde vermutlich 1994 in den Stadtkreis Baltijsk eingeordnet.                                                                                                   |

## Kirche
Die mehrheitlich evangelische Bevölkerung Kirpehnens gehörte bis 1945 zum Kirchspiel der Pfarrkirche in Germau (heute russisch: Russkoje). Es gehörte zum Kirchenkreis Fischhausen (Primorsk) in der Kirchenprovinz Ostpreußen der Kirche der Altpreußischen Union. Heute liegt Powarowka im Einzugsgebiet der in den 1990er Jahren neu entstandenen evangelisch-lutherischen Auferstehungskirche in Kaliningrad (Königsberg) innerhalb der Propstei Kaliningrad der Evangelisch-lutherischen Kirche Europäisches Russland.